# کیت ماس
کِیت ماس (به انگلیسی: Kate Moss) (زادهٔ ۱۶ ژانویه۱۹۷۴) تاپ مدل مشهور بریتانیایی است.
کیت ماس به خاطر چهرهٔ مغموم و رنج کشیده‌اش شهرت دارد و با وجود قد کوتاه و زیبایی نسبی، توانست طی همکاری با کلوین کلاین در مدتی کوتاه به یکی از مشهورترین ستاره‌های دنیای مد تبدیل شود.
تصاویر نیمه برهنه او بارها بر روی جلد نشریاتی مثل ووگ، ونیتی فر و فیس چاپ شده‌است.
کیت ماس همچنین به خاطر زندگی جنجالی و روابطش با مردان مختلف از جمله جانی دپ، پیت دوهرتی و ماریو سورنتی و لئوناردو دی کاپریو
و اعتیادش به کوکائین، همیشه سوژه داغ نشریات زرد و عامه‌پسند بوده‌است.
در سال ۲۰۰۸ میلادی، مجسمه‌ای برگرفته از کیت ماس توسط مارک کوئین، مجسمه‌ساز برجسته بریتانیایی، از طلای ۱۸عیار و به وزن ۵۰ کیلوگرم ساخته شد و در گالری نرید موزه بریتانیا قرار گرفت.
کیت ماس با درآمد ۹ میلیون دلار، پس از ژیزل بوندشن، پردرآمدترین تاپ مدل جهان در سال ۲۰۰۷ میلادی بود.
او در فیلم زیپ را بازکن بازی کرده است.